# Catephia poliochroa
Catephia poliochroa là một loài bướm đêm trong họ Erebidae.